# Peter Ericson (diplomat)
John Peter Ericson, född 11 september 1964 i Göteborg, är en svensk diplomat.
Ericson gjorde värnplikten vid Tolkskolan.. Han utexaminerades 1989 som civilekonom vid Handelshögskolan i Stockholm. Han började på Utrikesdepartementet 1989, där han har tjänstgjort vid ambassaderna i Washington DC, Bryssel och Moskva samt vid FN-representationen i New York samt varit departementsråd och chef vid Utrikesdepartementets säkerhetspolitiska enhet (SP) i Stockholm. Från 28 september 2015 till 2019 var han Sveriges ambassadör i Moskva. 1 september 2019 blev han utsedd till generalkonsul i Istanbul.
30 maj 2024 utsåg regeringen Peter Ericson till ambassadör i Helsingfors. Innan dess var han chef för enheten för Östeuropa och Centralasien på Utrikesdepartementet.
Han är gift med författaren Stina Stoor.